# Villa Jeanneret-Perret

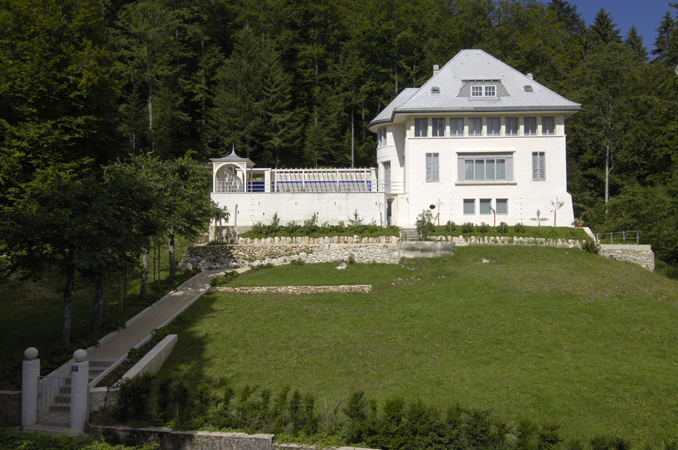
Imagen de la vivienda en 2007.

La Villa Jeanneret-Perret (también conocida como Maison Blanche), es la primera obra diseñada en solitario por el arquitecto Le Corbusier. 
Fue construida como vivienda para sus propios padres en 1912, en la localidad suiza de La Chaux-de-Fonds, lugar de nacimiento del arquitecto.
La vivienda, abierta al público desde 2005, está bajo el patrocinio de la comisión suiza de la UNESCO, y forma parte de la lista de lugares Patrimonio de la Humanidad.

## Historia
En febrero de 1912, a la edad de 25 años, Charles-Edouard Jeanneret (Le Corbusier), abrió un estudio de arquitectura en La Chaux-de-Fonds. Tras finalizar sus estudios y viajar por Europa, el arquitecto se había distanciado del estilo Art Nouveau que imperaba en la región en aquella época, y la "Maison blanche" fue su primera oportunidad de construir un edificio siguiendo sus propios criterios. El mismo Jeanneret vivió y trabajó en esa casa desde 1912 hasta 1915. La casa fue vendida en 1919, y tuvo distintos dueños hasta que en el año 2000 fue comprada y restaurada por la "Asociación Maison Blanche", que la abrió al público en 2005.

## Arquitectura
El edificio abandona el estilo "Art Nouveau" en favor de un personal neoclasicismo, heredero de sus experiencias como estudiante en los estudios de Auguste Perret en París, y de Peter Behrens en Berlín.